# سووارد (آلاسکا)
سووارد (به انگلیسی: Seward) شهری در بخش شبه‌جزیره کنای ایالت آلاسکا است که جمعیت آن در سرشماری سال ۲۰۰۰ میلادی ۲۸۳۰ نفر بوده‌است.